# Bradley Mousley
Bradley Mousley (nació el 3 de enero de 1996) es un jugador de tenis australiano. Mousley ganó el título de dobles del Abierto de Australia junior, en el 2013 y 2014.
En agosto de 2014, Mousley recibió una sanción de un año, con efecto retroactivo al 30 de mayo de 2014, tras dar positivo en éxtasis en marzo. Mousley había admitido que había tomado la droga en una fiesta en marzo, y fue dada originalmente una suspensión de dos años, pero ya que el fármaco no fue tomada con la intención de mejorar su rendimiento, la prohibición fue reducido a 12 meses.